# Історія Івано-Франківська
Історія одного із найбільших міст Заходу України — Івано-Франківська.

## Заснування
У 1437 році указом короля Владислава засноване село Заболоття.
Дата заснування міста точно не визначена, проте достеменно відомо, що 1662 року Станиславів отримав магдебурзьке право. Цей рік і вважають офіційною датою заснування міста. Першою писемною згадкою про місто є 1662 рік.

## Річ Посполита

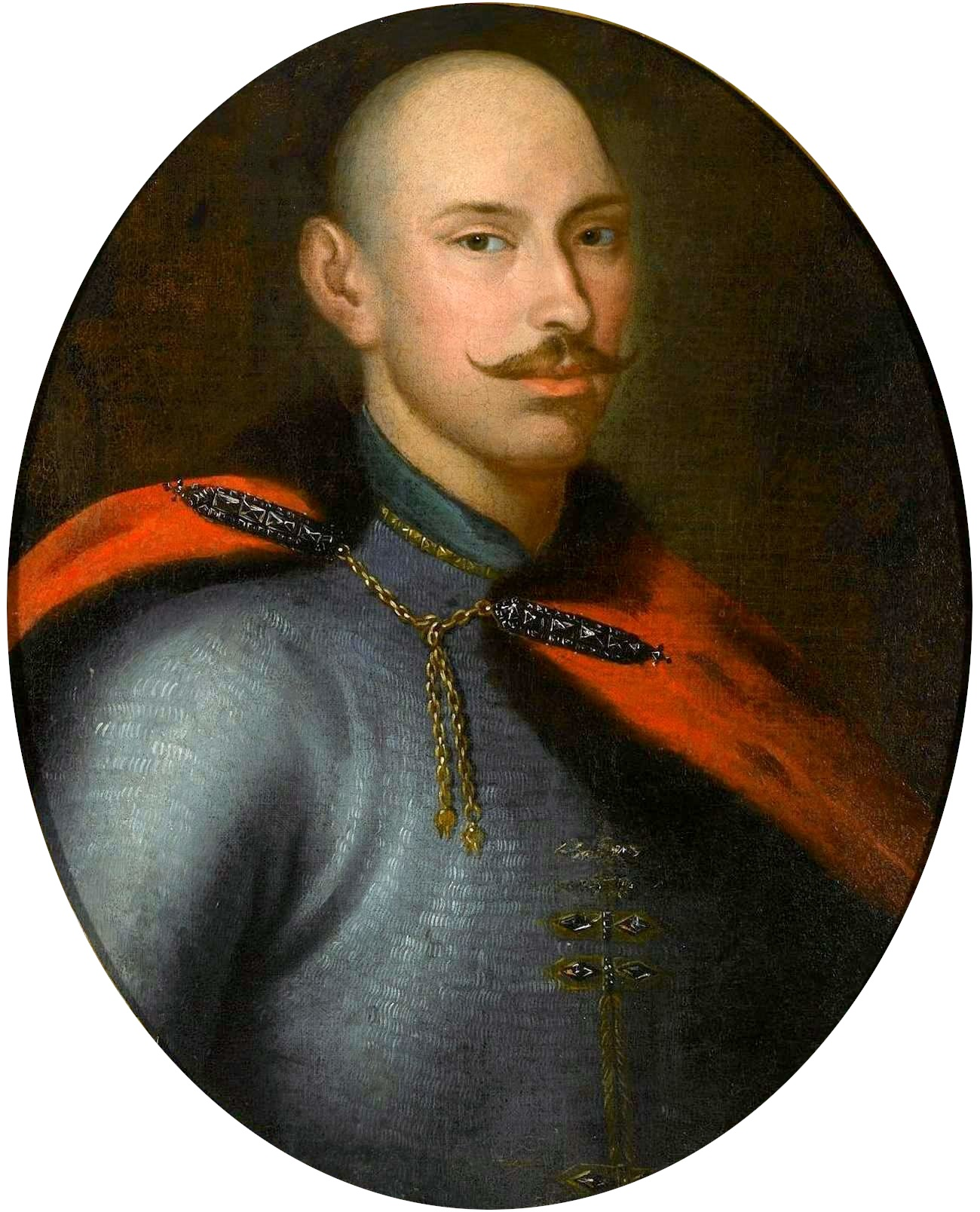
Андрій Потоцький, засновник міста.

Польський герб міста

4 листопада 1658 року галицький староста Андрій Потоцький викупив частину земель села Заболоття в родини Жечковських задля спорудження тут фортеці проти набігів кримських татар та свого опірного пункту на Галицькій землі. Війтом села Заболоття тоді був Бенедикт Андрушевський. Окрім будівництва фортеці Андрій Потоцький запропонував Андрушевському підняти село до статусу міста, заодно перейменувати його, оскільки назва, пов'язана з болотом, не пасувала статусу міста. Андрушевський погодився за умови збереження ним його попередніх привілеїв.
Місто одразу будувалося як могутня фортеця. Його територія була оточена спочатку дерев'яними, потім мурованими стінами, а ще земляним валом та широким ровом.
Місто-фортецю спорудили у 1661—1662 роках за короткий термін (5 місяців) за проєктом Франсуа (Франческо) Корассіні з Авіньйона у формі шестикутника з додатковими бастеями, редутами і фортом, що оточував власне замок Потоцьких. На вістрях шестикутника розташовувались бастіони — зовнішні додаткові п'ятикутні укріплення, що дозволяли здійснювати фланговий мушкетний обстріл уздовж стін. Поперечний розріз стін складав земляний вал (насип) завширшки 20—30 метрів, зміцнений ззовні дубовими колодами.
Одночасно з побудовою міста-фортеці А. Потоцький профінансував побудову на території міста фортеці католицької церкви. Як католик, він волів саме такою бачити провідну релігію у майбутньому місті. Потоцький вирішив перейменувати місто на честь Святого Станіслава, а католицьку церкву присвятив Діві Марії, Святому Станіславу та Святому Андрію. Святий Станіслав та Святий Андрій були особливими святими для Андрія Потоцького: Святий Станіслав був небесним покровителем його батька і сина, а Святий Андрій був небесним покровителем його самого та його діда.
1662 року польський магнат Андрій Потоцький заснував поселення Станиславів, яке назвав на честь Святого Станіслава. Для Андрія Потоцького Святий Станіслав мав особливе значення, оскільки це був небесний покровитель кількох чоловіків у його родині, зокрема його батька і сина.
Мав Станиславів дві потужні в'їзні брами: кам'яні Галицьку та Тисменицьку. Називалися брами за своїм розташуванням, що зрозуміло: з однієї вів шлях на Галич, з другої — на Тисменицю.
Станиславів починався з площі Ринок і ратуші, які збережені у видозміненому стані понині. Проєктування і спорудження міста велося за стандартами й нормами французької будівельної школи. Графічно-метрологічний аналіз структури та «коду» міської структури й сьогодні дає змогу вказати на її унікальність у Східній Європі. Мешканці міста складали постійний відсотковий паритет за національностями — українці, поляки, німці, євреї, вірмени.
14 серпня 1663 року король Ян II Казимир юридично підтвердив надання місту Станиславову магдебурзького права і затвердив герб міста у вигляді відчиненої брами із трьома вежами та хрестом-«пилявою» — гербом Потоцьких — у створі воріт.
У новому місті відразу ж з'явилася посада бургомістра міста Станиславова. Потоцький пам'ятав свої домовленості, і тому посприяв, що першим бургомістром Станиславова до смерті був Бенедикт Андрушевський (до своєї смерті). Надалі усі подальші бургомістри Станіславова були виборні.
1665 року завершено будівництво дерев'яного вірменського костьолу, спорудженого на кошти А. Потоцького і пожертвування багатих вірменських купців. 1666 року закінчено будівництво першої дерев'яної міської ратуші. Населення міста різко зросло від приходу вірмен, які прийняли католицьке віросповідання. 4 січня 1667 року А. Потоцький видав письмовий привілей на заснування в місті вірменської громади й управи. Прийнятим 1 квітня року королівським універсалом вірменам гарантувалося право проживання в місті. Того ж року був збудований палац Потоцьких та закладений костьол, який через деякий час був збудований Ф. Корассіні та французьким архітектором Карлом Бенуа в українському стилі, обидві пам'ятки збереглися до наших днів.
1668 року А. Потоцький дозволив українській громаді звести церкву й заснувати при ній братство, школу і будинок для старих. Збудовано лікарню. Остаточно сформувалося розселення різних громад на території фортеці: українці та поляки мешкали у північно-східній частині міста, вірмени — у південній, євреї — у західній.
За привілеєм А. Потоцького 15 квітня 1669 року парафіяльну церкву реорганізовано в колегіату Яна Тарновського — львівського архієпископа РКЦ, і при ній відкрили Академію (духовну школу), яку вважали філією Краківського університету.
1672 року закінчено часткову перебудову Станиславівської фортеці: дерев'яні укріплення замінено на муровані, збудовано з каменю в'їзні брами в місто — Галицьку і Тисменицьку вежі. Рештки фортечної стіни залишилися нині по Фортечному провулку. Того ж року фортеця була настільки сильною, що змогла зупинити османську армію, витримавши тривалу облогу.
З самого початку виникнення міста та з наданням магдебурзького права були створені і розвивались окремі ремісничі цехи, що об'єднували спочатку будівничих, торгівців, ковалів, інші дрібні ремесла, сприяли виникненню нових галузей. До середини XVIII ст. існувало 20 цехів — шевські, кравецькі, візницькі, кушнірські, римарські, котлярські, пушкарські. Однією з домінантних галузей була обробка шкіри, сап'янове виробництво й обробка та виготовлення екзотичних «перських виробів». Активна зовнішня торгівля підтримувалася високим рейтингом ярмарок худоби. Гуртові партії переправлялись через Станиславів до Європи.
В середині XVIII століття на Прикарпатті розпочався антифеодальний народно-визвольний рух опришків. 1740 року в міській ратуші відбувся суд над опришком Федором Палейчуком та іншими побратимами Олекси Довбуша — відомого ватажка опришків.
7 серпня 1764 року — після бомбардування (було пошкоджено, зокрема, теперішній Собор Святого Воскресіння), тривалої облоги місто окупували московити, наклали контрибуцію, пограбували міські запаси; пішли звідси 5 жовтня 1764 року до Львова.
У XVIII—XIX ст. місто було значним торгово-ремісничим осередком Польщі, а від 1772 року — імперії Габсбургів (від 1804 — Австрійської імперії, від 1867 — Австро-Угорщини).

## Австрійський період
З 1772 і до 1918 року місто перебувало у складі Австрійської імперії (з 1867 р. — Австро-Угорська). На початку XIX століття в місті розпочалися зміни. У 1802 році австрійський уряд викупив Станиславів і вирішив знищити фортифікаційні мури й вали; передав міську ратушу у розпорядження армії, яка перетворила її у складське приміщення та міську в'язницю. Йшли інтенсивні роботи із знесення Станиславівської фортеці, фортечний матеріал йшов на бруківку для старих й нових вулиць. 1870 року на місці згорілої дерев'яної ратуші був закладений фундамент нової будівлі, наступного року її вже збудовано.
У вересні 1883 року до міста на запрошення Владислава Дзвонковського приїхав Іван Франко. Він мав намір купити землю й поселитися тут з Михайлом Павликом та його сестрою Анною (з цього задуму нічого не вийшло). Поет познайомився із сестрою Владислава Юзефою Дзвонковською, якій присвятив кілька віршів та повість «Не спитавши броду». Франко хотів одружитися з Юзефою, але вона, знаючи, що невиліковно хвора, відмовила.
1884 року відома громадська діячка й письменниця Наталя Кобринська провела у місті установчі збори «Товариства руських женщин» (пізніша назва — Союз українок). Цим був покладений початок організованому жіночому рухові в Україні.
1905 року було відкрито Станіславську українську гімназію.
Під час Першої світової війни у 1915—1916 роках за місто точилися жорстокі бої. Частину історичної забудови міста було зруйновано — і відновлено вже у новітніх архітектурних формах.

## Західноукраїнська Народна Республіка
13 листопада 1918 року у Львові було оголошено про утворення Західно-Української Народної Республіки (ЗУНР) до якої увійшов і Станіславів. 

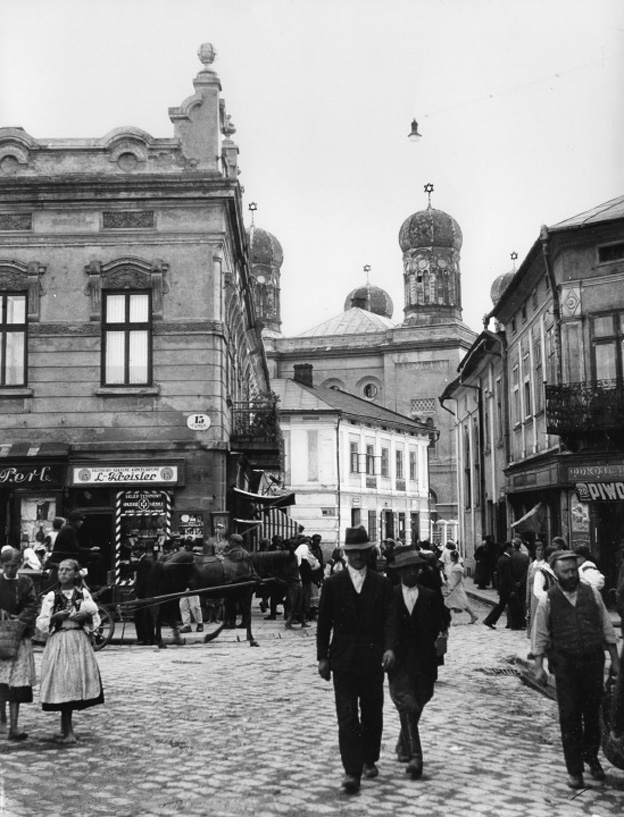
Синагога та прилегла площа наприкінці XIX століття.

Упродовж цього періоду:
- 3 січня 1919 р. схвалено Акт Злуки
- прийнято закони:
  - про мови — 1 лютого
  - про шкільництво — 13 лютого
  - про громадянство — 8 квітня
  - про введення з 1 травня 8-годинного робочого дня (1 травня було встановлено святом робітників)
  - про земельну реформу — 14 квітня[3].

Тоді тут побували такі визначні українські діячі, як Михайло Грушевський, Володимир Винниченко, Симон Петлюра, Євген Коновалець.
В середині травня під натиском переважаючих сил польської армії генерала Галлєра Українська Галицька Армія відступила за Збруч і уряд ЗУНР залишив місто. Наприкінці травня 1919 року Станиславів зайняли польські війська. 11 червня 1920 року до міста приїхала представницька делегація країн Антанти, щоб підписати меморандум про приєднання Східної Галичини до ІІ Речі Посполитої. 23 грудня того ж року Станиславів став центром новоутвореного воєводства.
1 січня 1919 року Станиславів став столицею Західно-Української Народної Республіки після переїзду її уряду спочатку зі Львова до Тернополя, звідти до Станиславова. На другий день відбулося перше засідання Української Національної Ради ЗУНР, яке провів її президент Євген Петрушевич. На початку квітня 1919 року у місті перебував перший президент УНР Михайло Грушевський. В середині травня під натиском переважаючих сил польської армії генерала Галлєра Українська Галицька Армія відступила за Збруч і уряд ЗУНР залишив місто. Наприкінці травня 1919 року Станиславів зайняли польські війська. 11 червня 1920 року до міста приїхала представницька делегація країн Антанти, щоб підписати меморандум про приєднання Східної Галичини до ІІ Речі Посполитої. 23 грудня того ж року Станиславів став центром новоутвореного воєводства.
В 1962 році місто Станиславів перейменоване на Івано-Франківськ на честь Івана Франка, життя і творчість якого нероздільно пов'язані з містом.

## Польська республіка

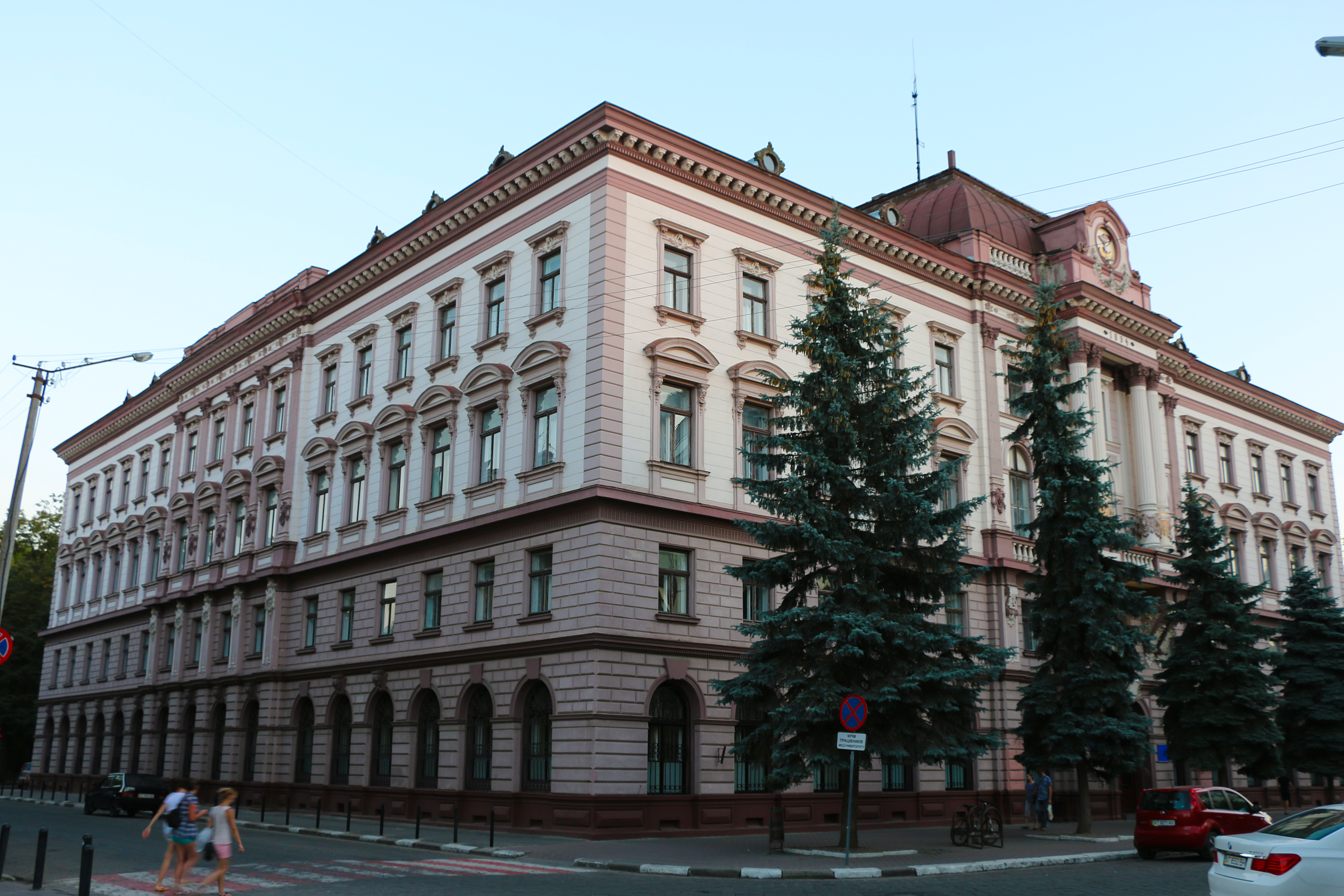
Австрійська дирекція залізниці, пізніше — Адміністративний будинок Станіславського воєводства. Зараз — головний корпус ІФНМУ.

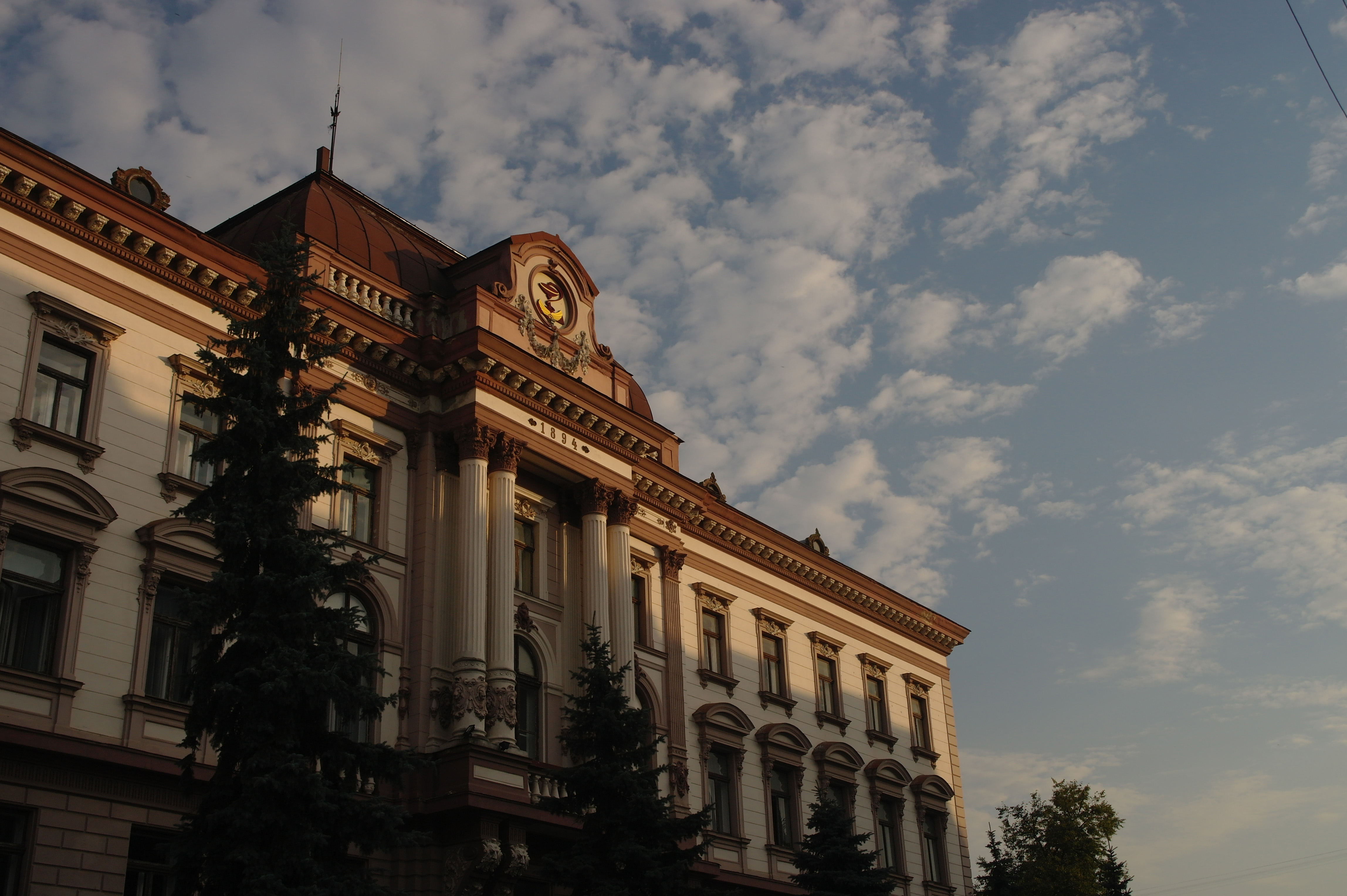
Австрійська дирекція залізниці, пізніше — Адміністративний будинок Станіславського воєводства. Зараз — головний корпус ІФНМУ.

З 1919 до 1939 рр. перебував у складі Польщі. 1924 року населені пункти Княгинин-Село та Княгинин-Колонія були приєднані до Станіслава, внаслідок чого територія і населення міста кількаразово зросли.
1 січня 1925 населення Станіславова подвоїлось, а площа зросла в кілька разів шляхом приєднання села Княгинин і частин сіл Угорники, Микитинці, Опришівці, Крихівці, Загвіздя і Пасічна. 1930 введена до експлуатації Станиславівська електростанція, від початку роботи якої веде свою історію ВАТ «Прикарпаттяобленерго».
17 вересня 1939, протягом Другої світової війни, відповідно до пакту Молотова — Ріббентропа західноукраїнські землі анексуються СРСР; до міста входять частини Червоної армії.

## Радянський період

### Друга світова війна
З кінця вересня 1939 по червень 1941 року Станиславів — у складі Радянського Союзу. Цей період відзначався репресіями проти населення, апогеєм яких став таємний розстріл працівниками НКВС в'язнів та підозрюваних, що перебували у Станиславівській в'язниці на момент війни проти СРСР. Тіла їх поховано у спільній могилі в урочищі Дем'янів Лаз біля міста. 1989 року в урочищі були проведені розкопки та віднайдено рештки 586 осіб: у більшості жертв — кульові отвори у потилиці. На перепоховання зібралося близько 300 тисяч українців. В урочищі Дем'янів Лаз відкрито меморіальний комплекс, регулярно проводяться поминальні богослужіння.
7 серпня 1941 року угорський полковник Ледер передав владу в місті німецькій адміністрації в особі капітана Альбрехта.
Під час Другої світової війни місто три роки (1941—1944) було під нацистською окупацією. 22 червня 1941 місто було зайнято угорськими військами. 1 серпня 1941 року Станіслав разом з усією Галичиною увійшов до складу Генерал-губернаторства.
Почалися масові вбивства єврейського населення міста. 12 жовтня 1941 року під час так званої «кривавої неділі» було розстріляно близько 10—12 тис. євреїв над поспішно викопаними масовими могилами на єврейському цвинтарі. Для вцілілих 20 000 євреїв через два місяці було офіційно створено Станіславівське гетто, а 20 грудня 1941 року його було обнесено стінами. У лютому 1943 року гетто було офіційно закрито з огляду на те, що в ньому більше не залишилося євреїв.
17 листопада 1943 року, під стінами станиславівської синагоги німці розстріляли 27 українців. Більшість із них затримали напередодні, під час облави в міському театрі, де давали оперету «Шаріка». Згодом, вулиця дістала назву Страчених.
За документами Національної державної комісії з розслідувань злодіянь німецько-фашистських окупантів (НДК) загальна кількість загиблих у місті становить 128 272 особи, з них 127 352 євреїв, хоча дані цифри стосуються не тільки міста, а всієї області загалом.
27 липня 1944 року місто було зайняте радянськими військами в ході Львівсько-Сандомирської наступальної операції (13 липня — 29 серпня). Одразу після зайняття 1944 року почалося відновлення зруйнованого господарства міста, підприємств і залізниці.
20 січня 1945 року за вироком закритого засідання виїзної сесії Верховного суду СРСР у Станіславі прилюдно повісили коло входу до центрального ринку селянина Петра Мимохода з Селища (тепер — у складі села Блюдників Галицького району) за те, що в його хаті влітку 1944-го року розташовувався курінний штаб УПА.
31 жовтня 1945 року курені УПА під командуванням Василя Андрусяка (псевдо «Різун»)з боєм увійшли у Станіслав, повстанці захопили магазини «Облспоживспілки», медичні склади, а також найбільш зненавиджених партійців та енкаведистів. Майно і трофеї вдалося вивезти до Чорного лісу.

### Повоєнні роки
1959 року населення міста складало 66 тис. жителів, а 1971 року — вже 110 тис. жителів.
1962 року місто відзначило своє 300-річчя: його було перейменовано на честь видатного письменника та громадського діяча Івана Франка, який неодноразово тут побував, мав добрих друзів, писав і читав свої твори.
Іванофранківці, разом з усіма мешканцями Галичини, активно брали участь у демократичних перетвореннях України 1990 рр., провели декомунізацію міста. Національні синьо-жовті прапори піднялися над містом уже у квітні 1990 року, а на референдумі 1991 року громадяни масово проголосували за незалежність України.

## Незалежна Україна

### Кінець XX — початок XXI століття
Держстат опублікував інформацію про 2001 рік, згідно з якою Івано-Франківщина стала однією з найбільш україномовних областей. Дані отримувалися під час опитування населення 2001 року в різних населених пунктах. Жителі кожної з областей вказували свою рідну мову, Івано-Франківську — у лідерах серед україномовних жителів.
Мешканці міста були активними учасники протестів Помаранчевої революції та Революції гідності. 21 листопада 2013 року, одночасно з мешканцями Донецька, Львова, Ужгорода та інших міст України, франківчани виходять на мітинги на підтримку Євромайдану. 25 листопада студенти Івано-Франківська оголосили вимогу щодо відставки міністра освіти та науки Дмитра Табачника, скасування платних послуг у закладах вищої освіти, і дотримання положення про цілодобовий доступ студентів до гуртожитків. 30 листопада, за інформацією тернопільської газети «За Збручем», на західні області України виїхали автобуси із «Беркутом» з Криму та з Києва. 1 грудня 2013 року в центрі міста пройшло велике віче, у якому взяло участь 15 тисяч осіб.

### Російсько-українська війна
З початком широкомасштабного вторгнення Росії до України, місто починає страждати від обстрілів російської армії. У перший день, 24 лютого російські війська завдали ракетного удару по військовому аеродрому в Івано-Франківську, внаслідок чого загорівся склад з паливно-мастильними матеріалами. 11 березня російські війська завдали ракетного удару по цивільному аеропорту Івано-Франківська, причому під час обстрілу не спрацювала сирена повітряної тривоги. Унаслідок обстрілу значно постраждала інфраструктура аеропорту. За попередніми даними, людських жертв під час цього обстрілу не було. Міський голова Івано-Франківська Руслан Марцінків рекомендував мешканцям міста, які живуть неподалік аеропорту, переселитися на час війни у безпечніше місце, оскільки існує імовірність повторних обстрілів міста. 13 березня російські війська знову обстріляли Івано-Франківськ, під удар потрапив аеропорт міста, в результаті чого його інфраструктура була майже повністю зруйнована. Удар був нанесений о 6:30 ранку, відразу після закінчення загальнонаціональної повітряної тривоги. За повідомленням органів влади міста й області, й цього разу обійшлось без людських жертв. 3 квітня в Івано-Франківську о 22:13 після сигналу повітряної тривоги багато мешканців міста чули звуки вибухів. Проте міський голова Руслан Марцінків у ранковому зверненні до жителів міста повідомив, що вибухів у місті не було, і що Війська ППО України добре працюють. Голова обласної адміністрації Світлана Онищук також повідомила, що не підтвердилась інформація про вибухи на військовому аеродромі в Коломийському районі. 5 травня міський голова Івано-Франківська Руслан Марцінків заявив, що він отримав інформацію про можливий ракетний обстріл міста у період з 7 до 9 травня, тому міський голова закликав мешканців міста виїхати за його межі на ці три дні. щоправда, ця інформація згодом не підтвердилась, і у ці дні ракетного обстрілу міста не відбулось.
З 2014 року і початку Війни на Донбасі, до Івано-Франківська та області переселилося більше 5000 вимушених переселенців з районів активного ведення бойових дій. Станом на 12 квітня 2022 року, прихисток тут знайшло вже близько 45 000 людей з небезпечних територій, проте, за заявами представників місцевого самоврядування, місто перебуває в готовності прийняти ще 100 000 людей. Також, до Івано-Франківська переїхала низька підприємств та закладів, зокрема Луганський державний університет внутрішніх справ імені Едуарда Дідоренка, Запорізький завод кольорових металів, Херсонський державний університет та інші.